# Maltepe
A Maltepe kerület (szemt) Isztambul ázsiai részén fekszik a Márvány-tenger partján, Kadıköytől keletre, Kartaltól nyugatra. A római korban egy Urais nevű város állt itt, amit a bizánciak Bryasnak hívták.

## Negyedei
Maltepe mahalléi a következőek: Altayçeşme, Altıntepe, Aydınevler, Bağlarbaşı, Başıbüyük, Büyük Bakkalköy, Cevizli, Çınar, Esenkent | Feyzullah, Fındıklı, Girne, Gülensu, Gülsuyu, İdealtepe, Küçükyalı, Maltepe, Yalı, Zümrütevler

## Története
Az oszmán kori város a XVI. század elején alakul ki, ám igazi fejlődésnek csak az 1970-es években indul. Az E5-ös út menti sok ipartelep létesült. 1998-ban alapították a dinamikusan fejlődő Maltepe Egyetemet. Az 1999-es izmiti földrengés után lakóinak száma ugrásszerűen megnőtt, hiszen Maltepe Isztambul többi kerületeinél olcsóbb.

## Látnivalói
A kerület legfőbb látnivalója Isztambul ázsiai oldalának legnagyobb imaháza a Maltepe mecset, melynek kupoláját és négy minaretjét a Herceg-szigetek (Adalar) felől látni a legjobban. Maltepén található egy régészeti park és múzeum is.